# 九廣鐵路小童儲值票
九廣鐵路小童儲值票乃九廣鐵路公司，在1988年10月1日至1990年8月31日期間，供3至11歲小童乘搭九廣鐵路英段（即現港鐵東鐵綫）九龍站（即現紅磡站）至上水站之間的普通等車廂，於1990年9月停止使用。
車票與通用儲值票一樣有效期為6個月，售價及票值均為HK$20。

## 歷史
- 1981年起，香港政府設立「學生乘搭車船優待證計劃」，所有12至25歲的日校學生，無須任何經濟狀況調查，均獲發「學生乘搭車船優待證」，憑證可以成人收費的半價乘搭公共交通工具。政府同時撥款予公共交通營辦商，以彌補其因而損失的收入。1988年，政府修訂此計劃，取消前述優待證及撥款，改為向學生或其家庭發放資助。各公共交通營辦商，包括九廣鐵路公司，因不再獲有關撥款，陸續取消學生優惠，從此所有年滿12歲的乘客，包括學生，均須付成人收費，一直至今。而小童（3至11歲）優惠則保留。而亦由於當時適用於九鐵及地鐵的「小童及學生通用儲值票」，適用於3歲小童至25歲學生，閘機無法分辨此票使用者是3至11歲的「小童」，還是12至25歲的「學生」，故使用此票乘搭12歲即須付成人車費的九鐵，會被改扣成人車費。九鐵為保留小童車費優惠，便推出「九廣鐵路小童儲值票」，供3至11歲小童使用此票乘搭九鐵，車費約為成人車費的半價，另不可用於羅湖站、頭等車廂、地鐵、巴士。初期推出時是暫時以1981年的小童及學生地鐵儲值車票作為臨時車票。
- 1989年4月1日，「九廣鐵路小童儲值票」開始推出正式版，車票以綠松色為主要底色，輔以中間以淺玫瑰紅及下層以堇紫色底作票面設計。[1] 。
- 1990年9月1日，通用儲值票改革，取消「小童及學生通用儲值票」，推出「HK$20小童通用儲值票」及「HK$30學生通用儲值票」的推出，由於前者只限3至11歲的小童使用，不存在閘機無法分辨使用者是3至11歲的「小童」還是12至25歲的「學生」的問題，故使用此票乘搭九鐵可獲小童車費優惠，九廣鐵路小童儲值票便停止發售。

## 應用
九廣鐵路小童儲值票只供3至11歲小童，乘搭九廣鐵路英段（即現港鐵東鐵綫）九龍站（即現紅磡站）至上水站之間的普通等車廂，並不可用於羅湖站、頭等車廂、地鐵、巴士。

## 缺點
由於九廣鐵路小童儲值票只適用於乘搭九廣鐵路，並不適用於乘搭地鐵，乘搭地鐵須使用「小童及學生通用儲值票」因此當時3至11歲小童，如須乘搭跨越地鐵及九鐵的車程，便須持有兩種不同的儲值票，反而對小童構成不便。

## 取代
在1990年9月1日，通用儲值票改革，取消小童及學生通用儲值票，把「小童」（3至11歲）及「學生」（12至25歲，持有效地鐵學生乘車證）分家，推出HK$20的「小童通用儲值票」及HK$30的「學生通用儲值票」。由於「小童通用儲值票」只限3至11歲的小童使用，不存在閘機無法分辨使用者是3至11歲的「小童」還是12至25歲的「學生」的問題，故使用此票乘搭九鐵可獲小童車費優惠，九廣鐵路小童儲值票便於同日停止發售。而仍然有效的九廣鐵路小童儲值票，則改為與「小童通用儲值票」同樣，適用於乘搭九鐵、地鐵、九巴及城巴指定的接駁地鐵的路線，且可獲小童車費優惠。

## 爭議
九廣鐵路小童儲值票票上的小童標誌一度引起官司，據聞在1990年中，地鐵公司便曾因為車票上的小童標誌而懷疑九廣鐵路公司侵犯圖像版權而引起官司，結果在同年9月該車票停售後，該車票在尾程被回收後便一直沒有再流出市面。

## 外部連結
- 香港鐵路大典上的相关条目：九廣鐵路小童儲值票